# Агеда (река)
А́геда (порт. Rio Águeda) — река в Испании и Португалии. Приток реки Дуэро. Длина — 130 км. Площадь бассейна около 2409 км².
Берёт начало на территории Испании, большая часть течения является естественной границей между Испанией и Португалией.

## Флора и фауна
Агеда — место обитания жемчужницы, барбуса и голавля.